# Schizoporella bifrons
Schizoporella bifrons är en mossdjursart som beskrevs av Moyano 1965. Schizoporella bifrons ingår i släktet Schizoporella och familjen Schizoporellidae. Inga underarter finns listade i Catalogue of Life.